# Cold Case: Vem mördade JonBenét Ramsey?
Cold Case: Vem mördade JonBenét Ramsey? (engelska: Cold Case: Who Killed JonBenét Ramsey) är en amerikansk kriminal- och dokumentärserie vars första säsong hade premiär på Netflix den 25 november 2024. Första säsongen består av tre avsnitt.

## Handling
Serien utspelar sig i mitten av 1990-talet och kretsar kring mordet på och jakten på sexåriga JonBenét Ramseys mördare. Utredningen blev kaosartad på grund av polisens slarv och en skoningslös mediecirkus.